# Wereldkampioenschappen alpineskiën 1978
De Wereldkampioenschappen alpineskiën 1978 werden van 29 januari tot en met 5 februari 1978 gehouden in Garmisch-Partenkirchen in Duitsland. Er stonden acht onderdelen op het programma, vier voor mannen en vier voor vrouwen. De Alpine Combinatie was een papieren race, gebaseerd op de resultaten van de Afdaling, Reuzenslalom en Slalom.

## Wedstrijdschema
| Datum       | Mannen       | Vrouwen      |
| ----------- | ------------ | ------------ |
| 29 januari  | Afdaling     |              |
| 01 februari |              | Afdaling     |
| 02 februari | Reuzenslalom |              |
| 03 februari |              | Slalom       |
| 04 februari |              | Reuzenslalom |
| 05 februari | Slalom       |              |

## Medailles

### Mannen
| Onderdeel    | Goud                         | Goud    | Zilver                       | Zilver  | Brons                           | Brons   |
| ------------ | ---------------------------- | ------- | ---------------------------- | ------- | ------------------------------- | ------- |
| Combinatie   | Andreas Wenzel Liechtenstein | 2732.34 | Sepp Ferstl West-Duitsland   | 2749.64 | Pete Patterson Verenigde Staten | 2752.28 |
| Afdaling     | Josef Walcher Oostenrijk     | 2.04,12 | Michael Veith West-Duitsland | 2.04,19 | Werner Grissmann Oostenrijk     | 2.04,46 |
| Reuzenslalom | Ingemar Stenmark Zweden      | 3.02,52 | Andreas Wenzel Liechtenstein | 3.04,56 | Willi Frommelt Liechtenstein    | 3.04,75 |
| Slalom       | Ingemar Stenmark Zweden      | 1.39,54 | Piero Gros Italië            | 1.40,20 | Paul Frommelt Liechtenstein     | 1.40,47 |

### Vrouwen
| Onderdeel    | Goud                             | Goud    | Zilver                         | Zilver  | Brons                            | Brons   |
| ------------ | -------------------------------- | ------- | ------------------------------ | ------- | -------------------------------- | ------- |
| Combinatie   | Annemarie Moser-Pröll Oostenrijk | 2460.39 | Hanni Wenzel Liechtenstein     | 2476.80 | Fabienne Serrat Frankrijk        | 2478.44 |
| Afdaling     | Annemarie Moser-Pröll Oostenrijk | 1.48,31 | Irene Epple West-Duitsland     | 1.48,55 | Doris de Agostini Zwitserland    | 1.49,11 |
| Reuzenslalom | Maria Epple West-Duitsland       | 2.41,15 | Lise-Marie Morerod Zwitserland | 2.41,20 | Annemarie Moser-Pröll Oostenrijk | 2.41,90 |
| Slalom       | Lea Sölkner Oostenrijk           | 1.24,85 | Pamela Behr West-Duitsland     | 1.25,33 | Monika Kaserer Oostenrijk        | 1.25,37 |

### Medailleklassement
| Plaats | Land             | Goud | Zilver | Brons | Totaal |
| 1      | Oostenrijk       | 4    | 0      | 3     | 7      |
| 2      | Zweden           | 2    | 0      | 0     | 2      |
| 3      | West-Duitsland   | 1    | 4      | 0     | 5      |
| 4      | Liechtenstein    | 1    | 2      | 2     | 5      |
| 5      | Zwitserland      | 0    | 1      | 1     | 2      |
| 6      | Italië           | 0    | 1      | 0     | 1      |
| 7      | Frankrijk        | 0    | 0      | 1     | 1      |
| 7      | Verenigde Staten | 0    | 0      | 1     | 1      |
| Totaal | Totaal           | 8    | 8      | 8     | 24     |